# Несправжні вибори

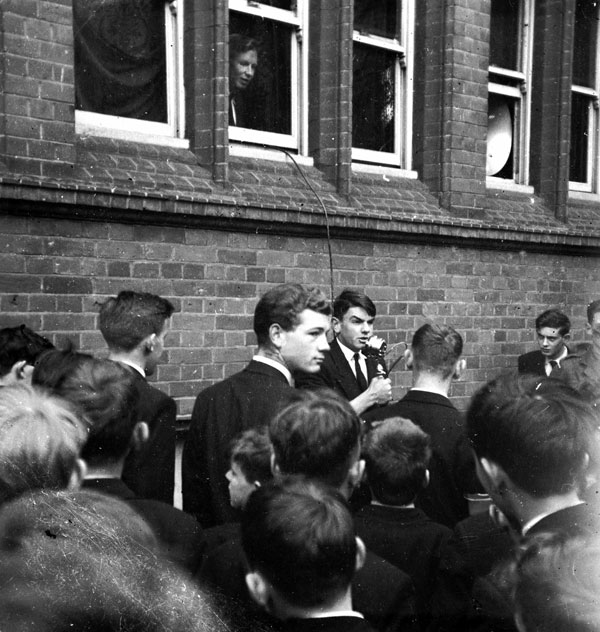
Девід Ірвінг виступає з промовою як кандидат партії лейбористів (партії трудящих) під час несправжніх виборів в Бнендвудській школі, Велика Британія, травень 1955

Несправжні вибори (англ. Mock election) — один із засобів популяризації інституту виборів серед студентства та шкіл. Поширені в США, Канаді та в деяких країнах Європи. Ідеєю несправжніх виборів є ознайомлення підлітків та студентів з такими поняттями інститутів демократії, як «виборча система», «робота з електоратом», «передвиборча агітація», «дебати серед кандидатів», «голосування». Поняття несправжніх виборів може не виходити за межі теми окремого уроку, як для школи, так і може являти собою досить реалістичні вибори серед студентства окремого університету або навіть і міста, з реально відведеними строками на передвиборчу агітацію, голосування та підрахунок голосів, кількість яких може сягати десятків тисяч.. Зазвичай, таким чином обираються студенти в суто «студентський парламент» або обирається «студентський президент». Обрані таким чином студенти можуть також займатись внутрішніми питаннями самоврядування. Вважається, що такі вибори корисні не наслідком, а своєю суттю проведення, щоб на справжніх (дорослих) виборах в своєму житті молодь змогла правильніше оцінити кандидатів та зрозуміти саму суть виборів.

## В Україні
Аналогом несправжніх виборів в Україні наразі є вибори до студентського самоврядування університетів, існування якого також закріплено законом «Про вищу освіту». Обрані студенти в представники студентського самоврядування можуть бути не тільки містком між студентством та адміністрацією та вирішувати питання студентів, але й впливати безпосередньо на життя університету, бути присутніми на вченій раді. Існують також і ще вищі адміністративні щаблі, такі як студентські регіональні (міські) парламенти, проте такі об'єднання менш популярні в самих ВНЗ через швидкоплинність та тимчасовість самого періоду навчання.